# Alfabeto adlam

Alif, la prima lettera dell’adlam.

L'alfabeto adlam (𞤀𞤣𞤤𞤢𞤥) è un sistema di scrittura in uso per la lingua fula. Il nome adlam è un acronimo derivato dalle prime quattro lettere dell’alfabeto (A, D, L, M), che sta per Alkule Dandayɗe Leñol Mulugol (𞤀𞤤𞤳𞤵𞤤𞤫 𞤁𞤢𞤲𞤣𞤢𞤴𞤯𞤫 𞤂𞤫𞤻𞤮𞤤 𞤃𞤵𞤤𞤵𞤺𞤮𞤤) che significa ”l’alfabeto che protegge le genti dallo svanire”. Disegnato dai fratelli Ibrahima e Abdoulaye Barry negli anni ‘80, dopo anni di sviluppo e miglioramento, si è sempre più diffuso tra le comunità fulani, arrivando oggi ad essere insegnato sia localmente nell’Africa occidentale, che internazionalmente in Europa e Stati Uniti d'America.

## Lettere dell’alfabeto
| Maiuscole | Minuscole | Latino           | Arabo | Nome  | AFI |
| --------- | --------- | ---------------- | ----- | ----- | --- |
| 𞤀         | 𞤢         | a                | ا     | alif  | a   |
| 𞤁         | 𞤣         | d                | د     | dâli  | d   |
| 𞤂         | 𞤤         | l                | ل     | lam   | l   |
| 𞤃         | 𞤥         | m                | م     | mim   | m   |
| 𞤄         | 𞤦         | b                | ب     | ba    | b   |
| 𞤅         | 𞤧         | s                | س     | sin   | s   |
| 𞤆         | 𞤨         | p                |       | pè    | p   |
| 𞤇         | 𞤩         | ɓ (bh)           |       | ɓè    | ɓ   |
| 𞤈         | 𞤪         | r                | ر     | ra    | r~ɾ |
| 𞤉         | 𞤫         | e                |       | è     | e   |
| 𞤊         | 𞤬         | f                | ف     | fa    | f   |
| 𞤋         | 𞤭         | i                |       | i     | i   |
| 𞤌         | 𞤮         | o                |       | ö     | ɔ   |
| 𞤍         | 𞤯         | ɗ (dh)           |       | ɗa    | ɗ   |
| 𞤎         | 𞤰         | ƴ (yh)           |       | ƴè    | ʔʲ  |
| 𞤏         | 𞤱         | w                | و     | wâwou | w   |
| 𞤐         | 𞤲         | n, nasali finali | ن     | noûn  | n   |
| 𞤑         | 𞤳         | k                | ك     | kaf   | k   |
| 𞤒         | 𞤴         | y                | ي     | ya    | j   |
| 𞤓         | 𞤵         | u                |       | ou    | u   |
| 𞤔         | 𞤶         | j (dj)           | ج     | jim   | dʒ  |
| 𞤕         | 𞤷         | c (tch)          |       | ci    | tʃ  |
| 𞤖         | 𞤸         | h                | ح     | ha    | h   |
| 𞤗         | 𞤹         | ɠ (q/gh)         | ق     | ɠaf   | q   |
| 𞤘         | 𞤺         | g                |       | ga    | ɡ   |
| 𞤙         | 𞤻         | ñ (ny/gn)        |       | ña    | ɲ   |
| 𞤚         | 𞤼         | t                | ت     | tou   | t   |
| 𞤛         | 𞤽         | ŋ (ng/nh)        |       | ŋa    | ŋ   |

Caratteri supplementari per parole di altre lingue:
| Maiuscole | Minuscole | Latino | Arabo | Nome | AFI |
| --------- | --------- | ------ | ----- | ---- | --- |
| 𞤜         | 𞤾         | v      |       | va   | v   |
| 𞤝         | 𞤿         | x (kh) | خ     | xa   | x   |
| 𞤞         | 𞥀         | ɡb     |       | gbe  | ɡ͡b  |
| 𞤟         | 𞥁         | z      | ذ     | zal  | z   |
| 𞤠         | 𞥂         | kp     |       | kpo  | k͡p  |
| 𞤡         | 𞥃         | š (sh) | ش     | ša   | ʃ   |